# Frédéric d'Agay
Pour les articles homonymes, voir Agay (homonymie).
Frédéric de Giraud d’Agay, plus connu sous le nom Frédéric d'Agay, né à Saint-Raphaël en 1955, est un historien et éditeur français, spécialiste du XVIIIe siècle.
Il est titulaire d’une maîtrise en droit (Aix-en-Provence, 1978), en histoire (Paris IV, 1980, Une entreprise économique  nobiliaire au XVIIIe siècle : la Compagnie des mines de Provence), d’un doctorat en Histoire (Paris IV, 1996 Les Officiers de marine provençaux au XVIIIe siècle : vers une tentative de cohésion de la noblesse provençale à la fin de l’ancien régime).

## Biographie
Après un court passage au cabinet du président de la Compagnie générale maritime, il devient collaborateur et directeur de collection  (coéditions régionales) aux éditions Berger-Levrault (1985-1987), puis gérant de la société civile pour l’œuvre et la mémoire d'Antoine de Saint-Exupéry (1987-2001).
À ce titre, il gère tous les droits et l’œuvre de l’écrivain-pilote Saint-Exupéry (1900-1944), mettant en place des relations avec les éditeurs, producteurs et réalisateurs du monde entier pour des traductions, adaptations audiovisuelles, théâtrales et musicales, spécialement au Japon, États-Unis (création de l’opéra du Petit Prince à l’opéra de Houston en 2003, avec Francesca Zambello), Allemagne, Autriche (création d’un opéra de Nikolaus Schapfl au festival de Salzbourg, 2003), en Argentine et en Italie.
Concomitamment il crée l’Association Espace Saint-Exupéry et le projet de Fondation Saint-Exupéry dont il est le président (1990-2003). L'Espace Saint-Exupéry regroupe 53 associations exupériennes dans 23 pays du monde et mène un projet de Musée et de Fondation Saint-Exupéry au château de Saint-Maurice-de-Rémens, (Ain), ainsi que des manifestations et hommages très variés dans le monde entier. L’association ouvre en outre une galerie Espace Saint-Exupéry à Paris, rue Gassendi (XIVe), avec un programme d’expositions d’artistes contemporains pendant 5 ans, outre des expositions sur Antoine de Saint-Exupéry.
Cette activité l’amène aussi à participer de façon active aux publications, biographies, études et articles sur Saint-Exupéry (album de la Pléiade, catalogues d’expositions, Œuvres complètes de la Pléiade, préfaces etc.). Cela l’entraîne enfin à créer l’association Vol de nuit/Vuelo nocturno en 2002 pour aider l’enfance défavorisée en Argentine.
Tout en menant ces actions « exupériennes », il poursuit des travaux historiques et son œuvre provençale.
Dans la lignée de Maurice Agulhon, il publie en 1987 le volume consacré au « Var » dans la collection des Grands notables du Premier Empire, au CNRS et à l’EHESS. Il publie deux beaux livres sur la Provence aux éditions du Chêne, les introductions et appareils critiques des Lettres d'Italie, du président de Brosses.
En 2006, il dirige un beau livre chez La Martinière consacré aux trésors de la Bibliothèque du Sénat, D’encre et de lumières avec le photographe Jérémie Bouillon et une quarantaine d’auteurs.
En 2005-2007, il entre comme chercheur associé au Centre de Recherches du château de Versailles, chargé du programme Les Méridionaux et la cour auprès de Béatrix Saule. En 2005-2009 il est  éditeur et directeur de collection Histoire Sciences humaines chez Tallandier. De 2007 à 2010 il est chargé de la chronique culturelle du blog d'actualité "Le Onzième blog".
Président-Fondateur de l’Association Vol de Nuit/Vuelo nocturno, ONG de secours aux enfants défavorisés d’Argentine qui a construit une bibliothèque, un atelier professionnel, un centre médico-social, et mène diverses opérations dans la province de Buenos-Aires 2002-2019.
Président d’honneur et membre du jury du Prix Saint-Exupéry de livres d’enfants depuis 1987.
Vice-président de la Fédération historique de Provence et de la revue Provence Historique, depuis 2010.
Président des Amis du musée des ATP de Château-Gombert (Marseille) (1994-2004), président d’honneur.
Administrateur de l’association « Petit princes » qui réalise les vœux des enfants malades (1988-2004)

## Publications

### Ouvrages
- Grands notables du Premier Empire, Var, CNRS, 1987.
- Provence par-dessus les toits, Le Chêne, 1990.
- Provence des châteaux et bastides, Le Chêne, 1991
- Albums de la Pléiade : Saint Exupéry (iconographie choisie et commentée par Frédéric d’Agay et Jean-Daniel Pariset), bibliothèque de la Pléiade, éditions Gallimard, 1994
- D’Encre et de lumières ; itinéraires secrets dans la bibliothèque du Sénat, éditions de La Martinière, 2005.
- La Provence au service du roi (1637-1831) : Officiers des vaisseaux et des galères (2 volumes), Paris, Honoré Champion, 2011
- Le Voyage en Provence, de Pétrarque à Giono, Robert Laffont, Collection Bouquins, juillet 2020.
- En préparation : La noblesse provençale, comment une élite méditerranéenne devint française, 1487-1789,Tallandier,

### Introduction et appareil critique
- Lettres d'Italie[2] du président de Brosses, Mercure de France, 1986 et 2005.
- Mémoires du baron de Frénilly, Perrin, 1988.
- Souvenirs de la duchesse de Maillé, Perrin, 1989 et Lacurne, 2012.
- Mémoires de Mme de Chastenay, Perrin, 1990.

### Collaboration à des ouvrages collectifs
- Jean Tulard (dir.), Dictionnaire Napoléon, Fayard, Paris, 1988.
- Philippe Boucher, J.P. de Monza (dir.), « Quatre-vingt mille magistrats » in La Révolution de la justice, des lois du Roi au droit moderne, Paris, 1989.
- François Bluche (dir.), Dictionnaire du Grand Siècle, Fayard, Paris, 1990.
- Kisty Carpenter and Philip Mansel (éd.), « A european destiny : the Armée de Condé, 1792-1801 » in The French emigres in Europe and the struggle against Revolution 1789-1814, Macmillan, Londres, 1999.
- Alain Cadix (dir.), « L’enfance et la maison », in Saint Exupéry, le sens d’une vie, Le Cherche Midi, Paris, 1994.
- Michel Autrand et Michel Quesnel (dir.), Œuvres complètes d’Antoine de Saint Exupéry, tome I, avec la collaboration de Frédéric d’Agay, Paule Bounin, et Françoise Gerbod, Bibliothèque de la Pléiade, Gallimard, Paris, 1994.
- Jean-Pierre Poussou, Anne Mézin et Yves Perret-Gentil (dir.), « L’armée de Condé et la Russie 1797-1799 » in L’Influence française en Russie au XVIIIe siècle, Institut d’études slaves et Presses de l’université de Paris-Sorbonne, Paris, 2004.
- Béatrice de Andia et Norbert Chales de Beaulieu, Bruno Centorame (dir), "Le baron de Frénilly", in  Autour de la Madeleine, art, littérature et société, Paris, Action Artistique de la Ville de Paris, 2005
- “Les vaincus de la Révolution, les certificats de l’armée de Condé”, in “Mémoires de la France" dirigée par Emmanuel de Waresquiel, L’Iconoclaste, Paris, 2006.
- "Réseaux provençaux, familiaux et aixois de Campra", in AndréCampra, un musicien et un Provençal à Paris, Centre de musique baroque de Versailles, Mardaga, 2010.
- "De la cuisine à la salle à manger dans les châteaux de Provence à l’époque moderne" in A la table des châteaux, Rencontres d’histoire et d’archéologie en Périgord 2014, Bordeaux, Ausonius, 2015.
- "Chapelles et chapelains des châteaux provençaux" in Le château le diable et le Bon Dieu, Rencontres d’histoire et d’archéologie en Périgord 2015, Bordeaux, Ausonius, 2016.
- "La Maison de Lesdiguières et la Provence", in Le Siècle des Lesdiguières, Territoires, arts et rayonnement nobiliaire au XVIIe siècle, sous la direction de Stéphane Gal et Marianne Clerc, Grenoble, PUG, p. 135-160. Actes du colloque international. Le siècle des Lesdiguières : territoires, arts, rayonnement nobiliiaire au XVIIe siècle, Grenoble, 25, 26, 27 octobre 2017.
- « Une Lettre inédite de Saint-Exupéry » in Cahiers Saint-Exupéry N° 4, Association des amis d’Antoine de Saint-Exupéry, Editions de l’Astronome, 2020.
- « Les Animaux du parc du château de Saint-Maurice de Rémens » in Les Animaux au château, Rencontres d’histoire et d’archéologie en Périgord 2018, textes édités par Anne-Marie Cocula et Michel Combet, P. 79-94, Bordeaux, Ausonius, 2020.
- « La Noblesse provençale entre Versailles et Paris (XVIIe – XVIIIe siècles) » in Noblesse et villes de cour en Europe ( XVIIe-XVIIIe) La ville de résidence princière, observatoire des identités nobiliaires à l'époque moderne sous la direction  d'Anne Motta et Eric Hassler, PUR, Rennes, 2022. P. 165-182.

### Nouvelle
"Retour de Patagonie", in 222 autobiographies de Robert Kaplan par ses amis, Kaplan’s project N° 2, Naples, 2011

### Préfaces
- “Saint Exupéry, le dernier vol”, de Ugo Pratt, Casterman, 1995.
- “Cher Jean Renoir”, d’Antoine de Saint Exupéry, projet de film enregistré en 1941, Cahiers de la NRF, Gallimard, 1999.
- “Petit Prince”, Gallimard, collection Folio, 1999.
- “Cinq enfants dans un parc”, souvenirs inédits de Simone de Saint Exupéry, Cahiers de la NRF,  Gallimard, 2000.
- Présentation de « Vol de nuit » lu par Francis Huster, Auvidis/Frémeaux, Paris, 1988.
- "Un Provençal dans le siècle des Lumières : Vauvenargues", postface des Réflexions et Maximes de Vauvenargues,  éditions Vagabonde, 2015
- "Famille Berlier, une histoire provençale", de Hubert Berlier de Vauplane, éd. Jourdan, 2022,  (ISBN 2874667218).